# Альфред Ретель

Немезида, яка переслідує вбивцю, 1837

Альфред Ретель (нім. Alfred Rethel, 15 травня 1816, Аахен — 1 грудня 1859, Дюссельдорф) — німецький історичний живописець та графік, один із найбільш обдарованих німецьких живописців свого часу, критик назарейської традиції живопису. Мистецтво Ретеля, романтичне за своїм характером, ідеалізує німецьке Середньовіччя. Представник Дюссельдорфської школи.

## Біографія
У 1829 році переселився до Дюссельдорфа, де своїми композиціями звернув на себе увагу своїх вчителів. У 1833 створив першу самостійну картину.
Навчався в Дюссельдорфській академії мистецтв (1829—1836) у Вільгельма фон Шадова і у Франкфурті-на-Майні (1836-47) у Філіпа Фейта.
У 1836 році переїхав у Франкфурт-на-Майні, приєднався до Ф. Фейту, і почав працювати у наданій йому в штеделівському інституті майстерні.
У циклі гравюр «Ще один танець смерті» відображено події Революції 1848 року.
Центральний твір Ретеля — цикл фресок на сюжети з життя Карла Великого, які прикрашають коронаційний зал ратуші Ахена, створений у 1847—1861 роках. В Ахені — стародавньому місті, одному з найважливіших центрів культури європейського Середньовіччя, як відомо, була резиденція Карла Великого і столиця Франкського королівства. Згодом тут упродовж кількох століть проходили коронації імператорів та королів Священної Римської імперії.
Імовірно 17 жовтня 1851 року Ретель одружується з дівчиною на ім'я Марія Граль (нім. Marie Grahl).
Але як би доля не хотіла подарувати йому «Ретелю», що належить своєму народу і людству, звичайне людське щастя, молода дружина через кілька днів після весілля занедужує і потрапляє в лікарню. Кілька місяців вона, страждаючи від тифу, парила між смертю і життям. позбавлений здібності відчувати і співпереживати, може уявити, що довелося пережити молодому митцю у ці місяці. Який фатальний вплив вплинули на його хворий розум довгі місяці трепету між страхом і надією, дуже навіть зрозуміло. Нарешті здорова природа молодої жінки перемогла хворобу, і навесні 1852 вона встала з ліжка.
Час, який Ретель провів у молитвах за життя і здоров'я дружини не пройшов для нього безвісти, ознаки душевної хвороби стали виявлятися все чіткіше. Восени 1852 р. Ретель знову вирушив до Італії, щоб добре відпочити і полікувати нерви. Після повернення на батьківщину хвороба посилилася, і постійна турбота та нагляд виявилися життєво необхідними.
Художник помер 1859 року.

## Тема смерті у роботах Альфреда Ретеля
Одним з найважливіших і найбільш знакових творів Ретеля вважається його серія гравюр «Ще один танець смерті» (нім. "Auch ein Totentanz"), що складається з шести аркушів, які супроводжують вірші близького друга художника, Роберта Райника.
Смерть у цій серії робіт постає як жорстокий суддя, що сміється з переляканих і жалюгідних людей. Смерть усміхається, переслідуючи своїх жертв, а люди розбігаються з переляку, хапаючись за будь-який шанс вижити, уникнути неминучого. Ідея невідворотності смерті та кінцівки буття пронизує всі шість гравюр серії.
Якщо ми порівняємо гравюри Альфреда Ретеля з роботами його сучасників, то зауважимо, що Ретель схильний стилізувати свої гравюри під середньовічні мініатюри. Можна подумати, що його серія «Ще один танець смерті» — робота середньовічного майстра, що транслює знаменитий девіз «Memento mori».

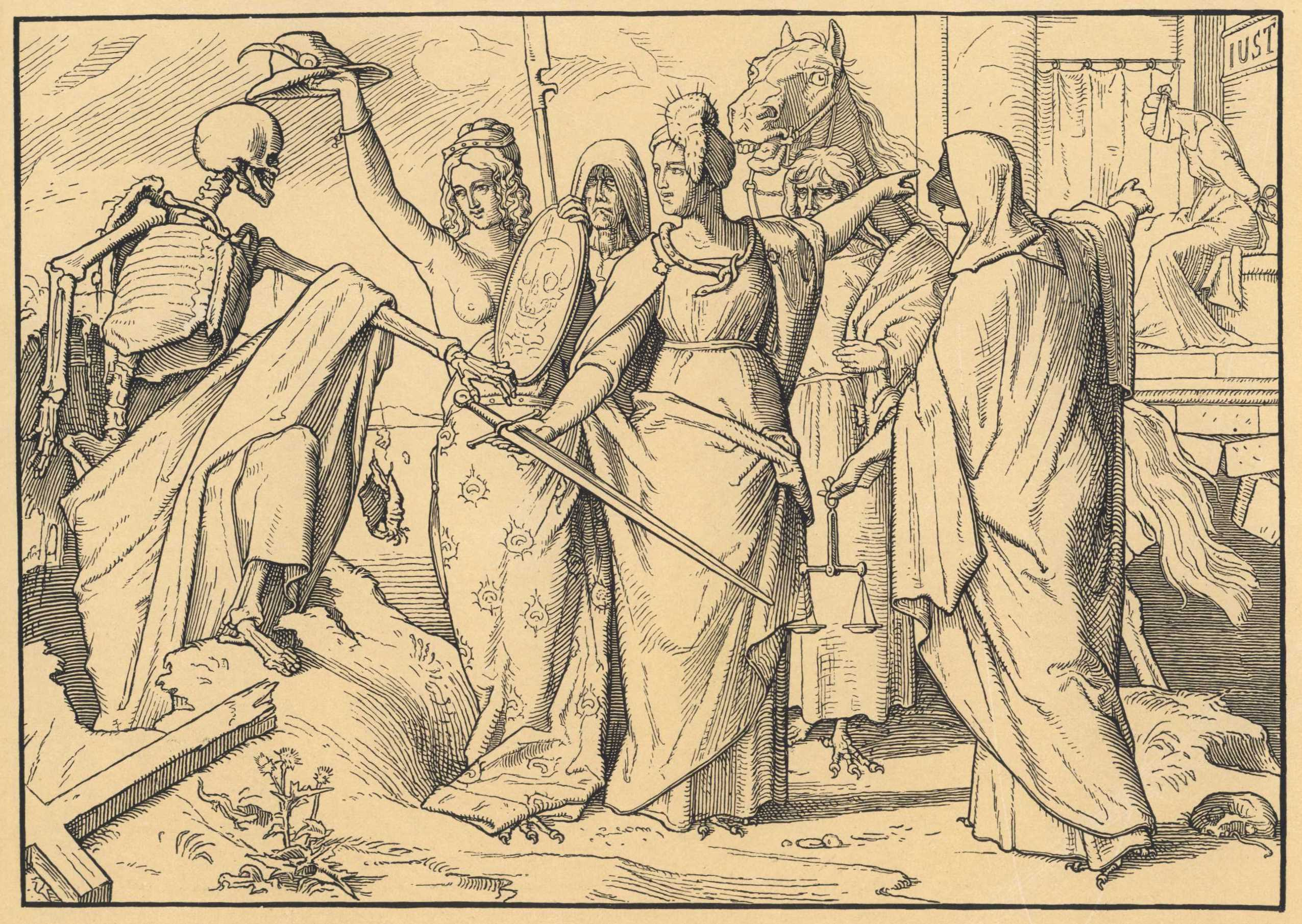
Цикл гравюр «Ще один танець смерті», Лист 1 «Воскресіння смерті» (нім. Auferstehung des Todes)
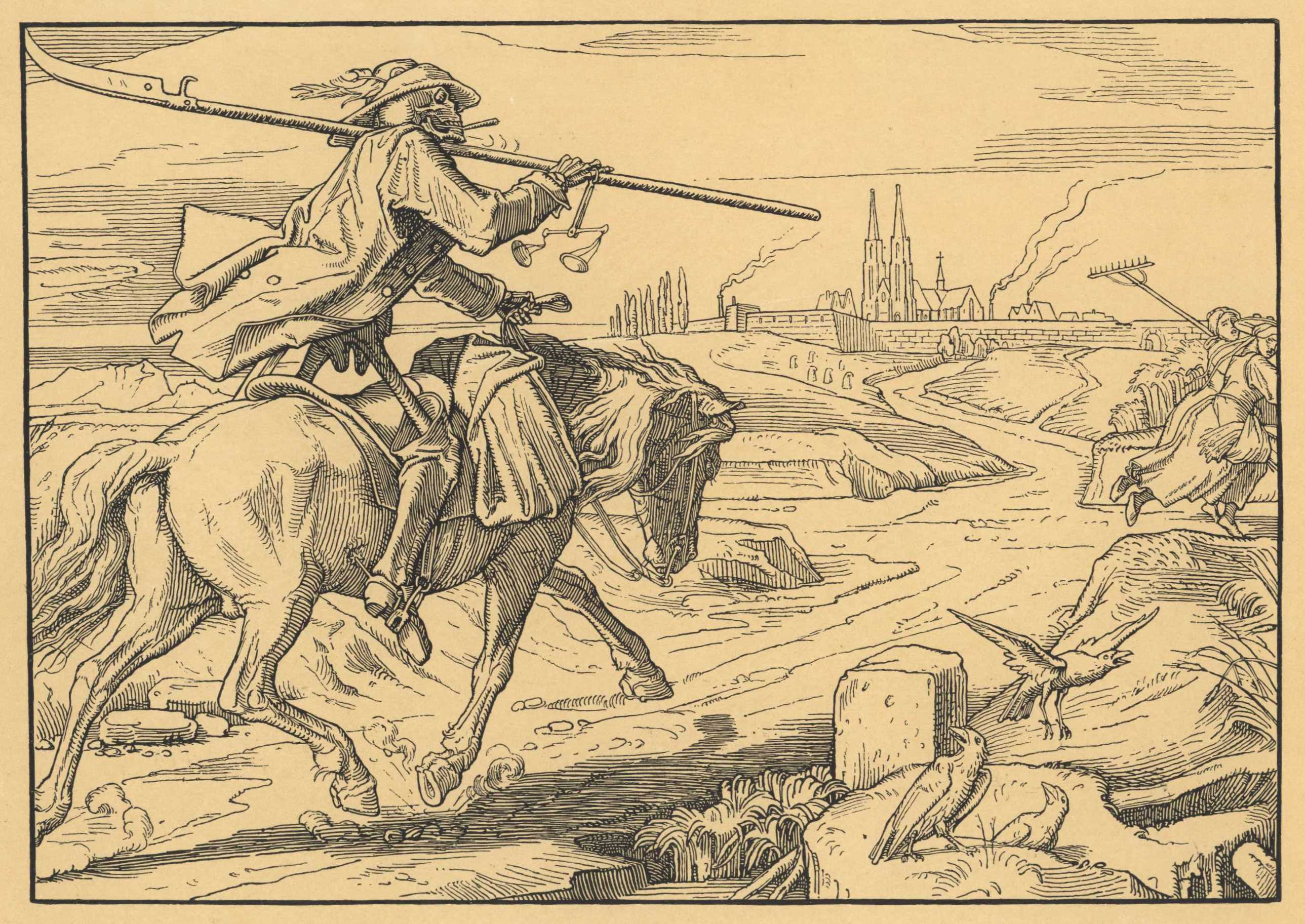
Лист 2 «Поїздка до міста» (нім. Der Ritt zur Stadt)
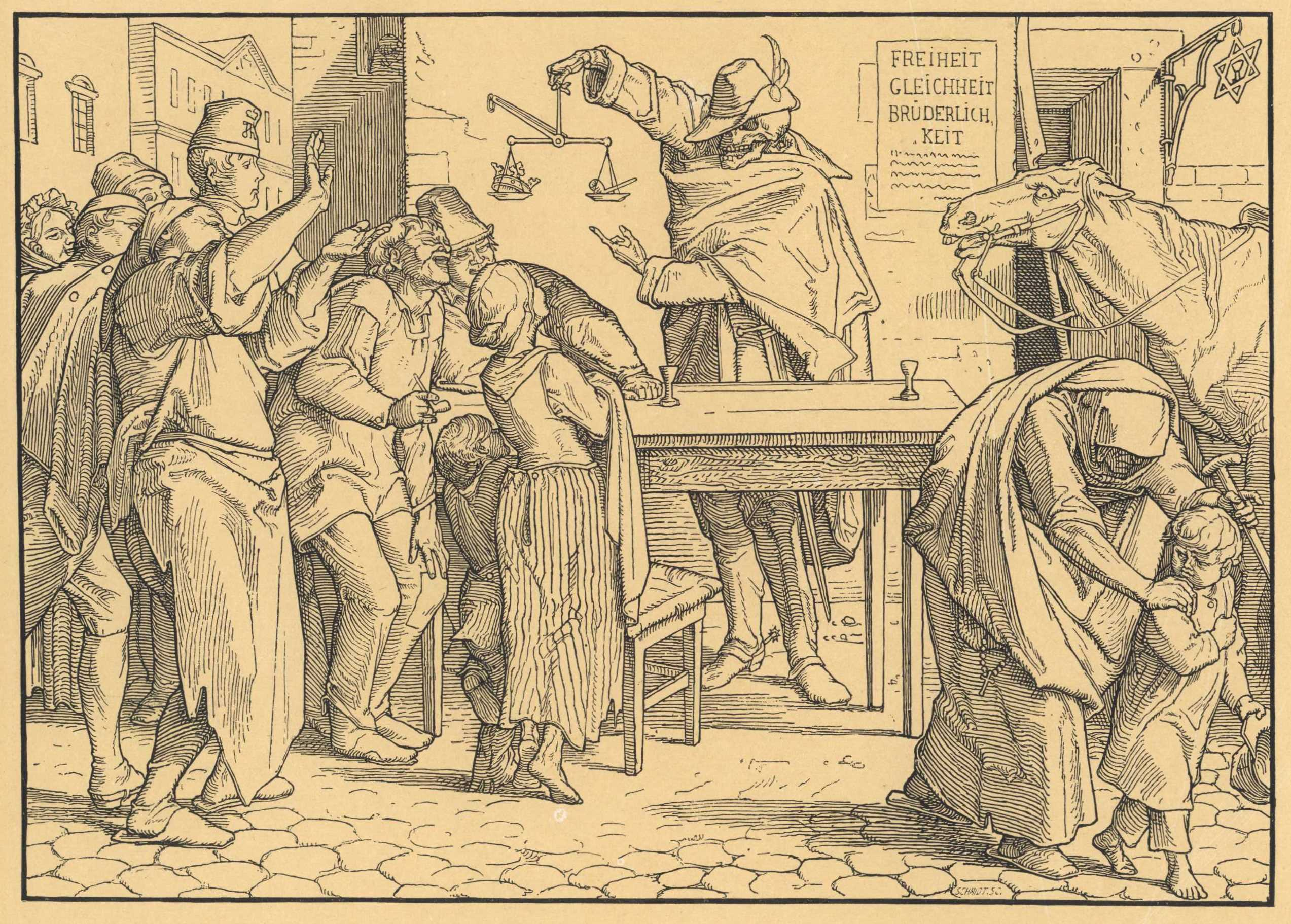
Лист 3 «Обдурювання народу» (нім. Die Betörung des Volkes)
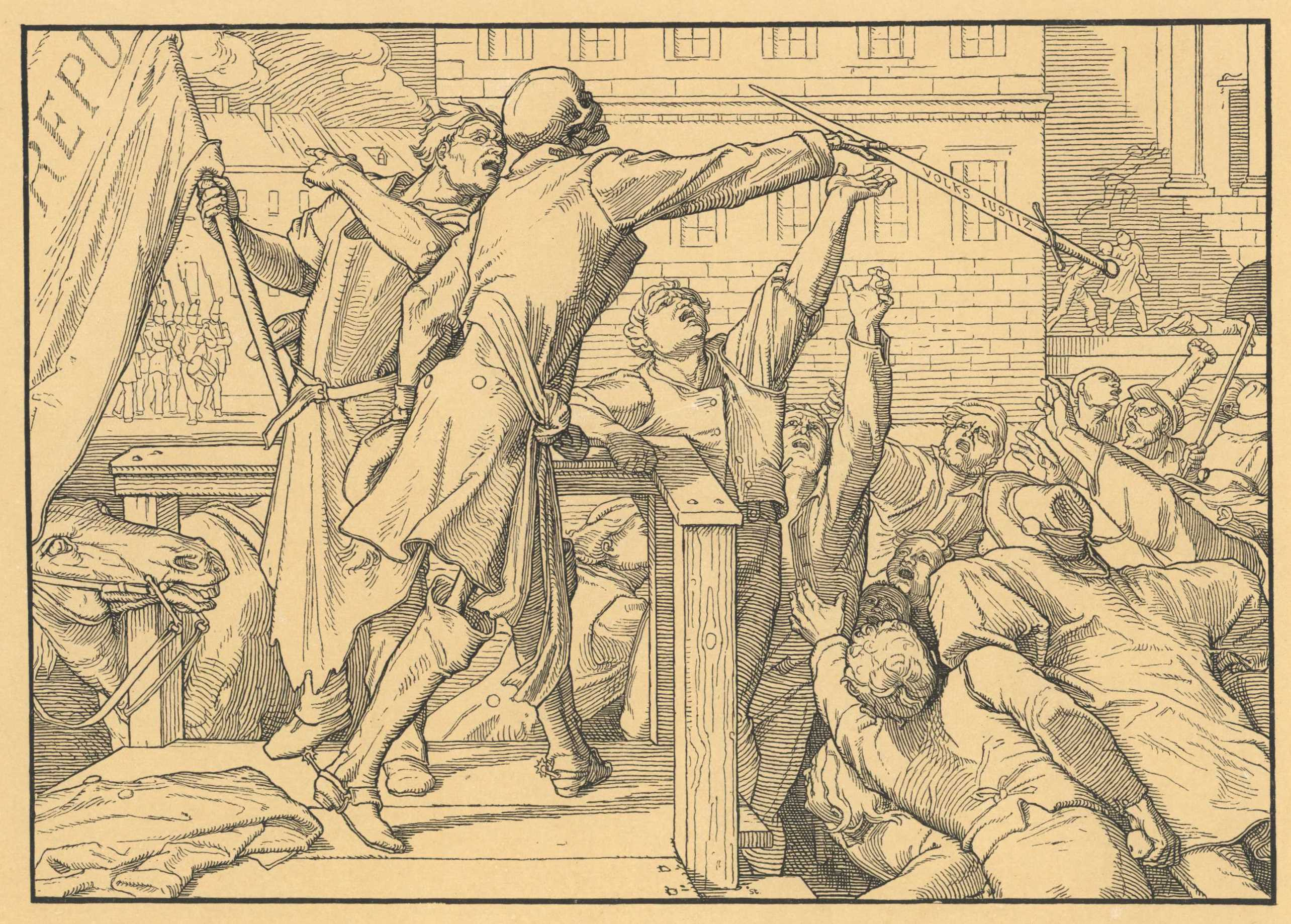
Лист 4 «Агітація до заколоту» (нім. Aufreizung zum Aufstand)
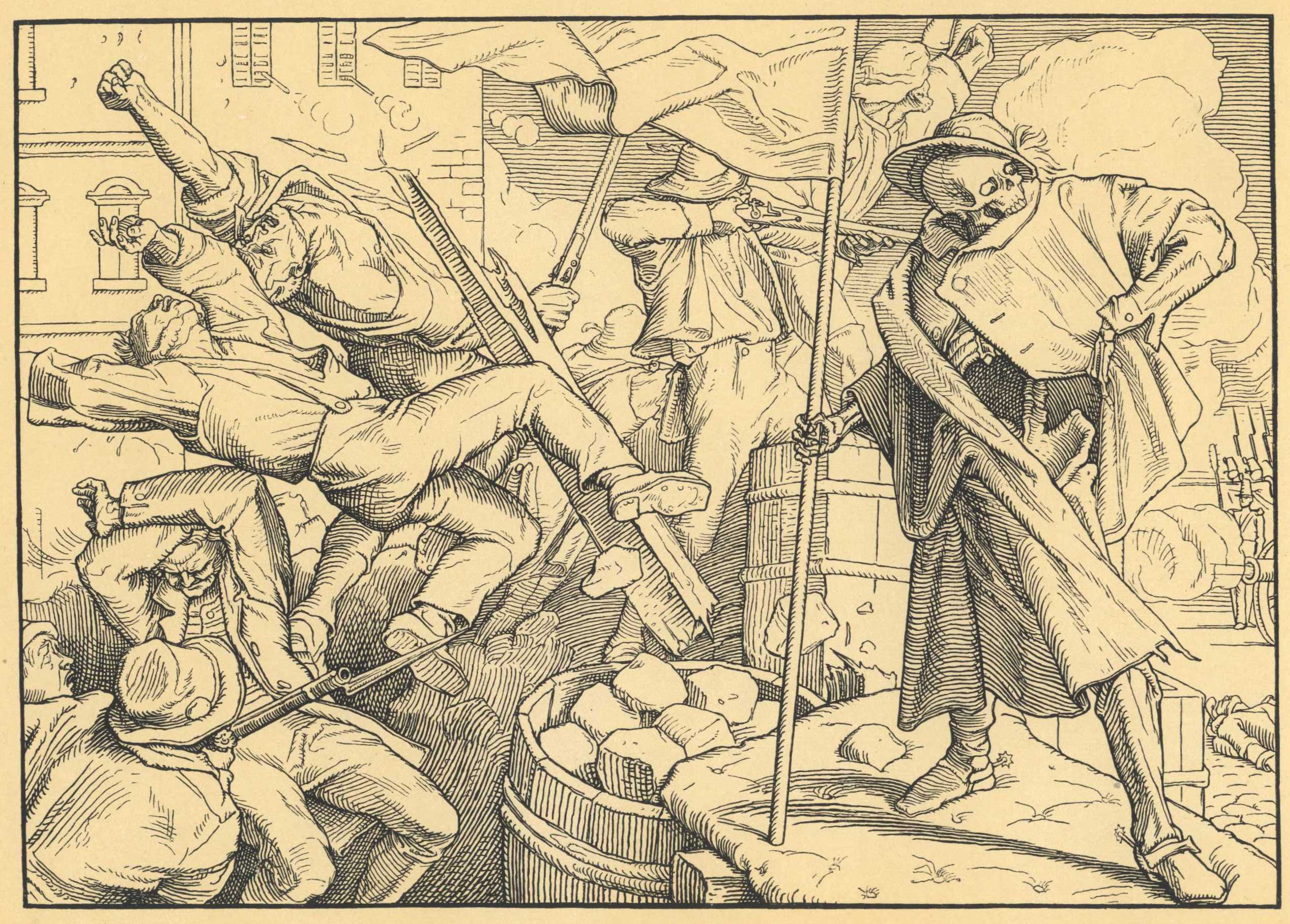
Лист 5 «На барикадах» (нім. Auf der Barrikade)
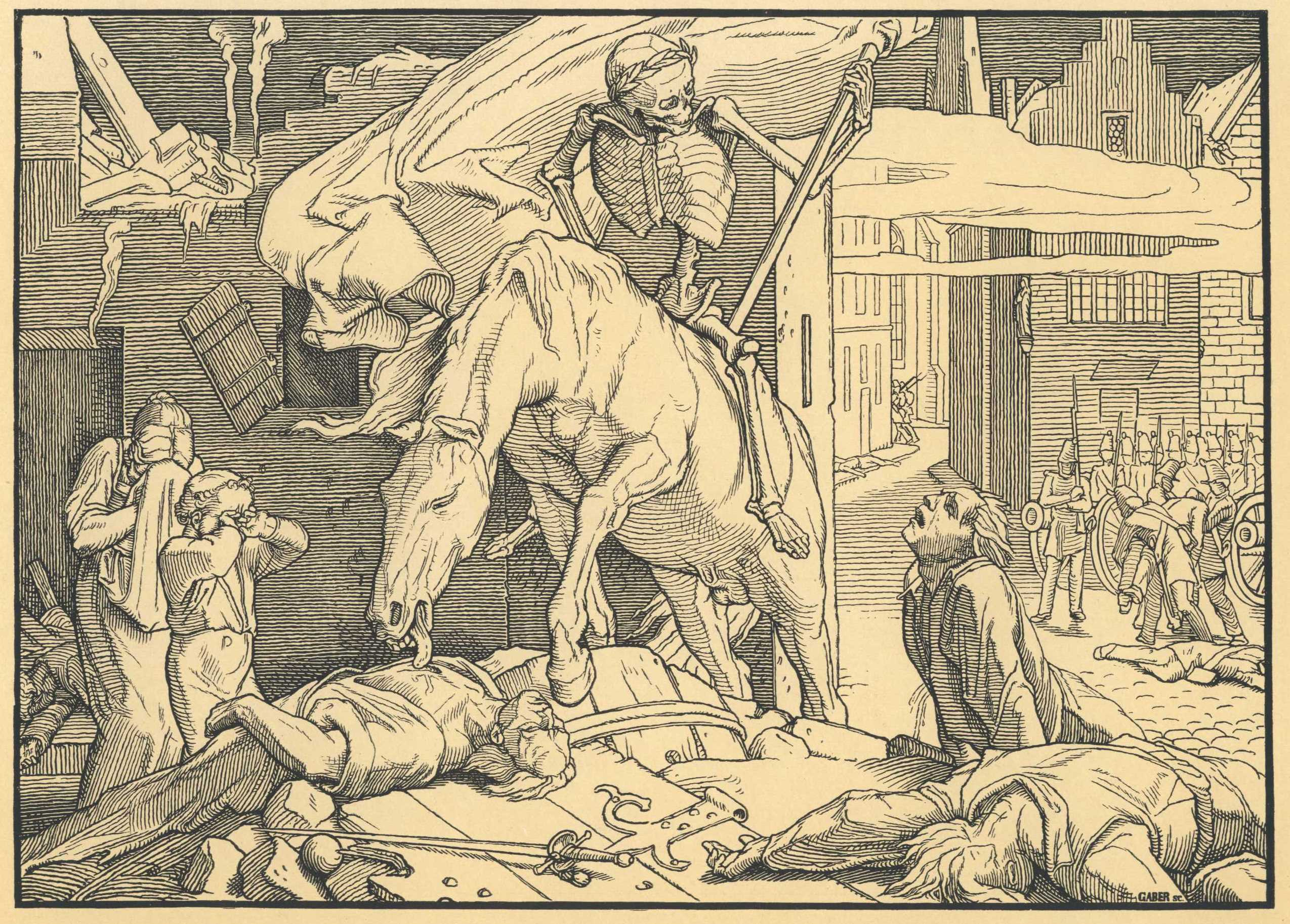
Лист 6 «Смерть-переможець» (нім. Tod als Sieger)
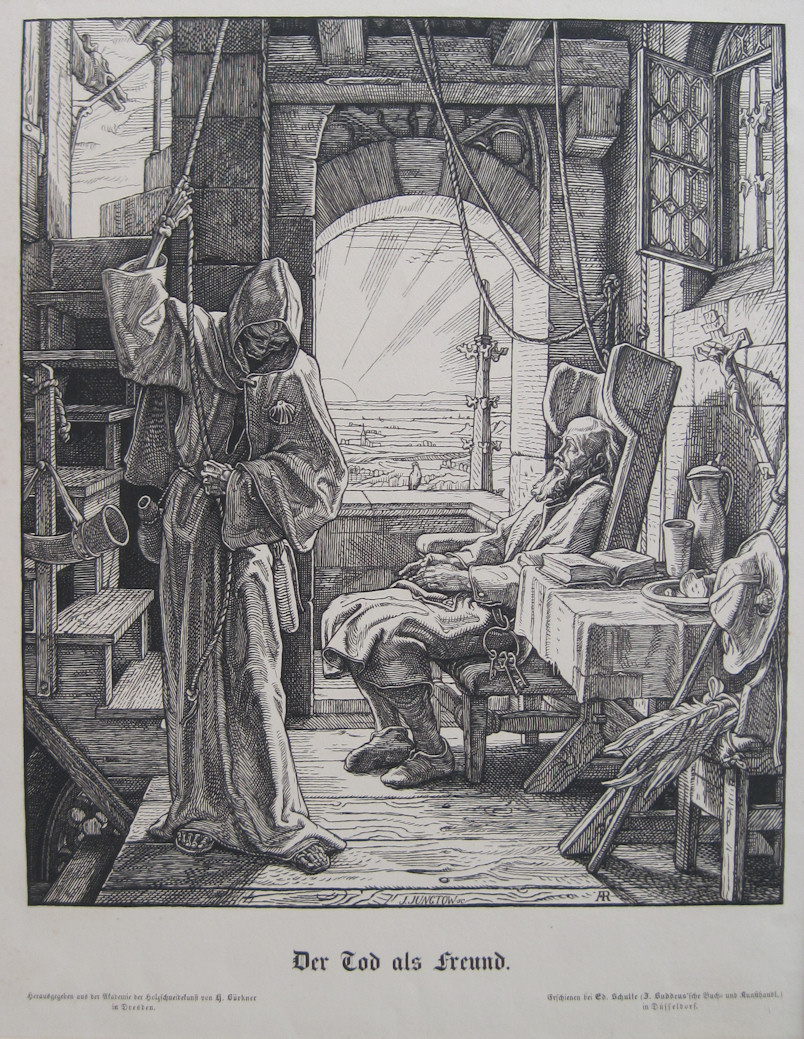
«Смерть-друг» (нім. Der Tod als Freund), 1851.
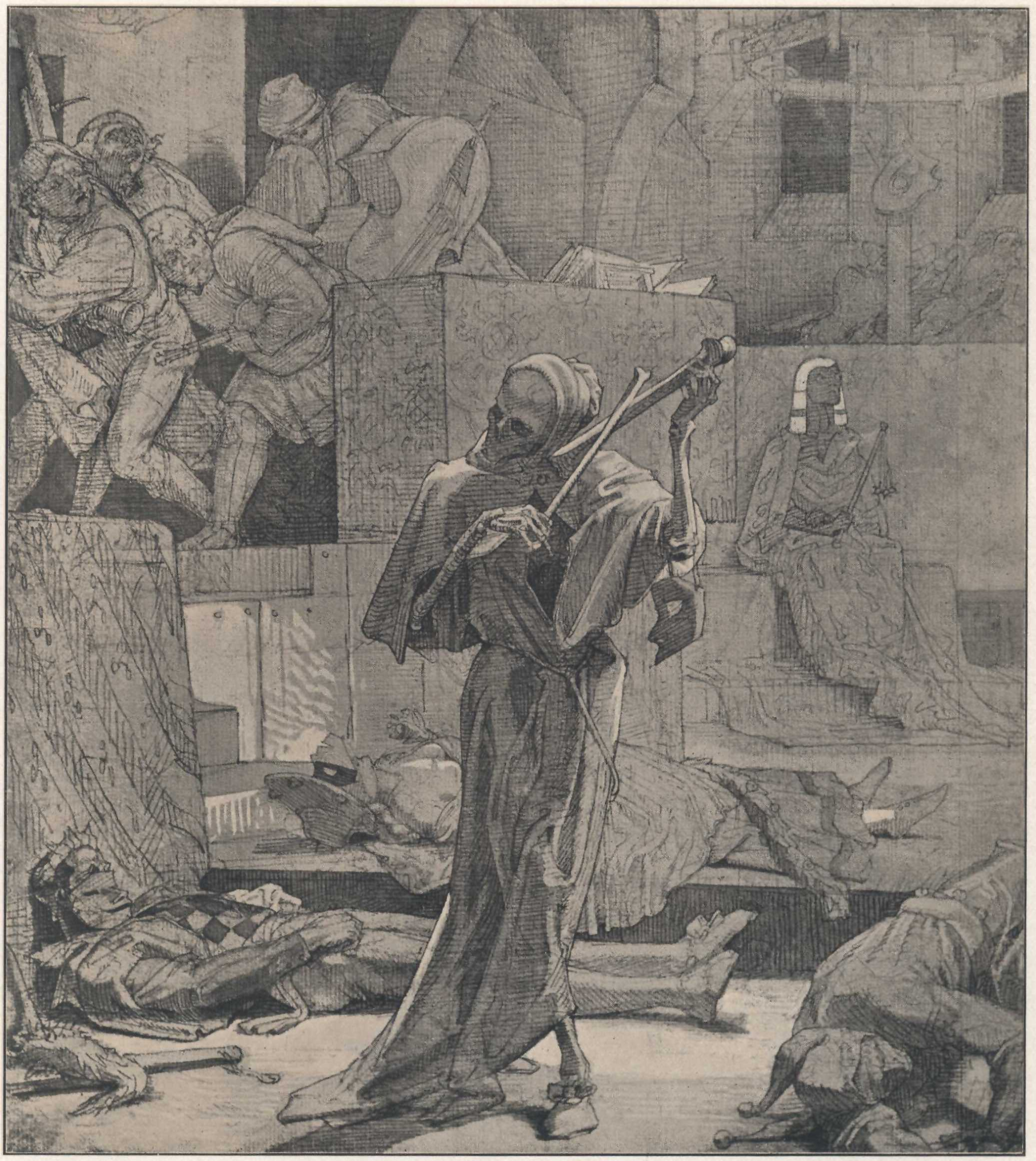
«Смерть-вбивця» (нім. Der Tod als Würger), 1842.

Крім серії, про яку йшлося вище, Смерть є і в інших роботах художника. Одним із шедеврів мистецтвознавцями визнається гравюра «Смерть-друг» (нім. «Der Tod als Freund»). У цій роботі смерть втрачає свій страхітливий образ, вона тут виступає швидше як рятівник, як сила, що звільняє людину від повсякденних турбот, болю та страждань. На гравюрі ми бачимо дзвонаря, що розташувався в кріслі, з закритими очима слухає, як Смерть у темному одязі дзвонить у дзвін, відміряючи тим самим смертну годину старого. Вона не посміхається і не зловтішається, лише виконує свій обов'язок, забираючи ще одне життя.
Найменш оптимістичний образ смерті уважний глядач знаходить на гравюрі «Смерть-вбивця», створеної Ретелем у 1842 році. На створення даної роботи Ретеля надихнула епідемія холери 1831, і забрала життя тисяч людей. На перший погляд може здатися, що Смерть у цій гравюрі грає на скрипці, однак, якщо придивитися, то можна побачити, що грає вона аж ніяк не на музичному інструменті, а на людських кістках, виконуючи для людей на вулиці останню в їхньому житті пісню.

## Інші картини
- «Примирення Оттона зі своїм братом Генріхом 941 року» (1840)
- «Пророк Даниїл у рові з левами» (1838),
- «Тіло Густава-Адольфа на полі битви при Лютцені»,
- «Мойсей, що розбиває скрижалі»,
- «Молитва хрестоносців»,
- «Імператор Рудольф та єпископ Вернер»,
- «Три німецькі імператори».

## Фрески
- «Оттон III поклоняється гробниці Карла Великого»,
- «Руйнування статуї Армінія»,
- «Перемога при Кордові»
- «Взяття Павії»

Розпочаті ним фрески були дописані, за його ескізами, Кереном. Друга значна робота Ретеля — серія акварелей на тему: «Перехід Ганнібала через Альпи».